# Metropolie Alexandrupoli, Traianoupoli a Samothraké
Metropolie Alexandrupoli, Traianoupoli a Samothraké je jedna z metropolií Řecké pravoslavné církve, nacházející se na území Řecka.

## Historie
Počátky křesťanství na tomto území sahají až do období starověkého Traianoupoli.
Starověké biskupství v Traianoupoli vzniklo na počátku 4. století (první zmínka roku 305) za období pronásledování křesťanů císařem Diocletianus. První biskupem se dle legendy stal Alexandr, který byl umučen během pronásledování. První oficiálně zmíněný biskup byl Theodoulos. Od 5. století bylo biskupství povýšeno na metropolii. Mezi sufragánny patřily např. Peritheorium, Anastasiopolis, či Mosynopolis.
Mezi prvotní křesťanské biskupství patřilo také město Ainos. Toto město patřilo do církevní provincie Traianopoli. Během vlády císaře Justiniána I. bylo biskupství povýšeno na archieparchii a během vlády císaře Alexiose I. Komnenose na metropolii. Po zničení Traianoupoli bylo území včleněno do eparchie Maronea, která se roku 1365 stala metropolií. Později se stala exarchátem a roku 1646 byla prohlášena znovu metropolií.
Roku 1885 byla obec Dede-Agats (dnešní Alexandrupoli) a dalších 13 obcí odděleno od metropolie Maronea a připojeny k metropolii Ainos.
Den 17. listopadu 1922 byla dekretem konstantinopolského patriarchy Meletiose zřízena samostatná metropolie Alexandrupoli.
Současný titul metropolitů je; Metropolita Alexandrupoli, Traianoupoli a Samothraké, hypertimos a exarcha Rodop.